# グリームニルの言葉
『グリームニルの言葉』（グリームニルのことば、古ノルド語: Grímnismál、英語: Sayings of Grímnir）は、『詩のエッダ』にある神話詩の1編である。『グリームニルの歌』（グリームニルのうた）とも。
作品は写本の『王の写本』および『AM 748 I 4to』の断片に保存されており、10世紀の初め頃にノルウェーまたはアイスランドで成立したと考えられている。作品は、ゲイルロズ王に（彼の誤解によって）苦しめられる神オージンの、数多くの異相の1つ「グリームニル」の発言を通じて物語られる。オージンはゲイルロズ王を王自身の剣の刃に倒れさせることで、彼の破滅的な過ちを証明した。
枠物語の形式をとる散文の部分は、おそらくは『グリームニルの言葉』の本来の物語の一部ではなかった。作品は長い散文の部分から始まり、グリームニルの独白までの主だった状況を記述している。そして本文は詩の韻文の54の節から構成されている。詩の最後のわずかな部分はまた散文になり、ゲイルロズの終末の顛末、彼の息子の即位とオージンの失踪を伝える。

## あらすじ

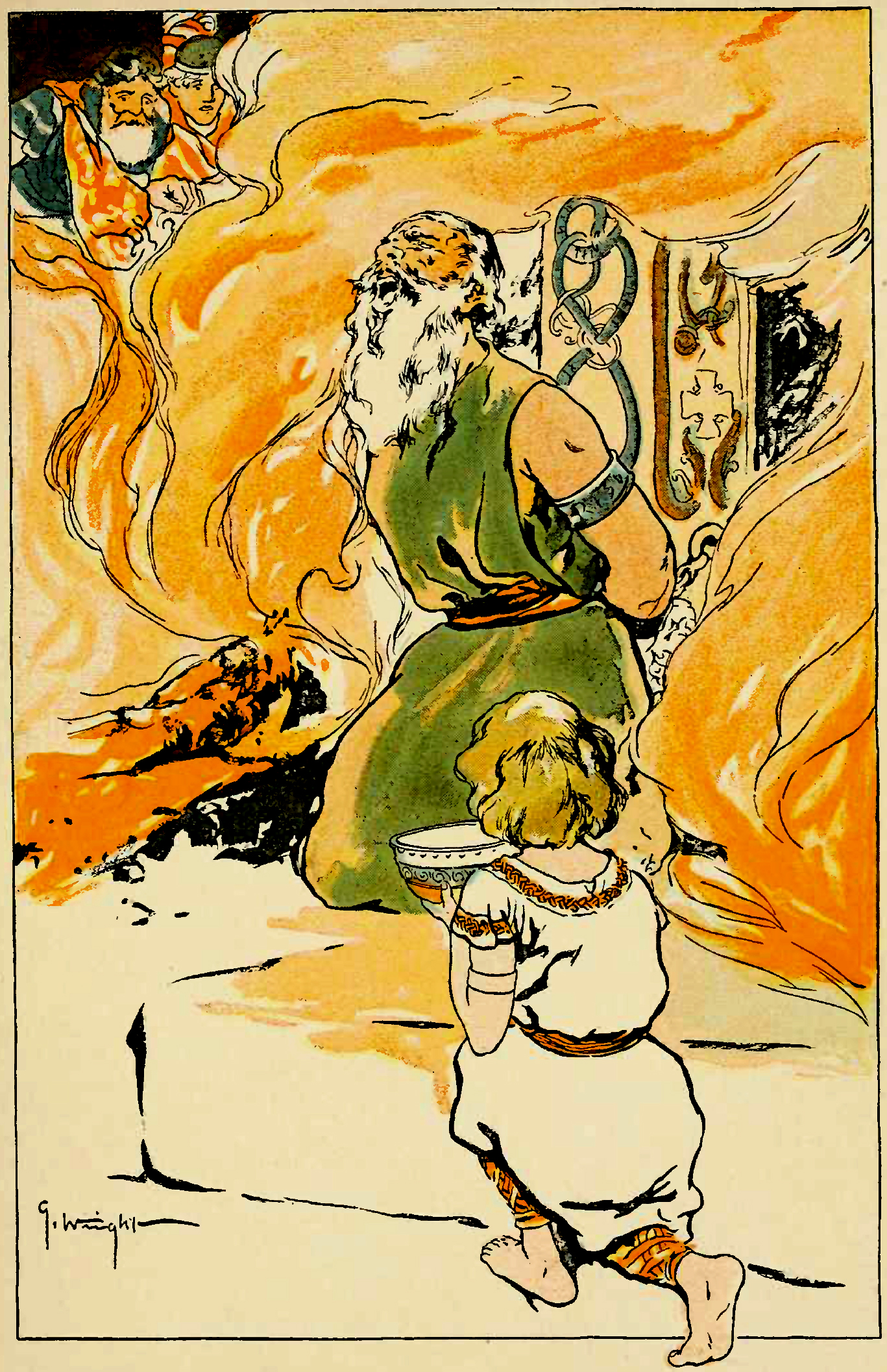
George Wright による『幼いアグナルを除いて、誰一人彼を哀れみ心配をすることはなかった』。オージンに何か飲み物を届けているアグナル。

物語は、オージンと彼の妻フリッグが、世界を見渡すフリズスキャールヴに座っているところから始まる。彼らはゲイルロズ王に目を向けた。彼は亡き父フラウズング王を継いで国を統治していた。ゲイルロズと彼の兄アグナルは、それぞれオージンとフリッグによって養われていた。神と女神は、百姓と彼の妻に変装して、子供達に知識を教えた。アグナルが洞穴で女巨人と共に住む一方で、ゲイルロズは彼の父の死と同時に王になり、父の王国に戻った。
フリズスキャールヴで、オージンはフリッグに、彼の養い子であるゲイルロズは彼女の養い子のアグナルより多くの成功を収めていると言った。フリッグは、ゲイルロズがもし客があまり多いと考えるならば彼は客を苦しめるだろう、それほどけちでもてなしが悪い、と言い返した。オージンはこれに反論し、そして、夫婦はこのことで賭けを始めた。フリッグはそれから、彼女の召使いであるフッラをゲイルロズの元へ送った。フッラは、ゲイルロズに魔法をかけるために彼の宮廷に間もなく魔法使いが入ってくる、犬が彼に飛びかかるには十分に獰猛になれないという事実によって彼がそれだと認められるであろう、とゲイルロズに助言をした。
ゲイルロズはフッラの虚偽の警告を心に留めた。彼は部下に対し、犬が襲いかからない男を捕らえるよう命令した。そして部下たちはそのようにした。濃青色の外套をまとったオージンは、グリームニルとして、自らを捕らえさせておいた。彼は自分の名前がグリームニルであると言ったが、彼は自分からはそれ以上のことは何も言わなかった。
そのためゲイルロズは彼に話すことを強いるために彼を拷問させた。そして、8つの夜の間、2つの炎の間に彼を置いた。時ここに至り、ゲイルロズの兄の名にちなんで名付けられたゲイルロズの息子、アグナルが、グリームニルのそばに来て、彼に飲んでもらうために一杯の角杯を与えた。そして、自分の父である王が彼を苦しめるのは正しくなかったと言った。
グリームニルは続いて、自分が8昼夜を苦しんだと語り、ゲイルロズの息子のアグナルを除いて誰からも助けがなかったこと、そのアグナルこそはグリームニルがゴート族の王となると予言した者であると語った。グリームニルは自分が誰であるか、「高き者」としてその正体を明かし、アグナルが彼に持ってきた飲み物に対して報いると約束する。
詩の本文において、オージンは広範囲にわたって世界のありようとその住民の居所などを説明し、彼自身と彼の多くの別名について話した。
最終的に、グリームニルはゲイルロズに向き直り、ゲイルロズに不幸を約束する。そして、自分の本当の正体を明らかにする。ようやくゲイルロズは自分が重大な誤解をしていたことに気付く。自分が破滅するということを知り、王はオージンを火から引き離すために急いで立ち上がった。しかし、王の膝の上に横に置いていた剣が滑り、柄を下の方にして落ち、王はつまずいて自らを剣に突き刺すことになった。